# Martha Cooper
Martha Cooper es una fotoperiodista estadounidense nacida en la década de 1940 en Baltimore, Maryland. Trabajó como fotógrafa para el New York Post durante la década de 1970. Ella es conocida por documentar la escena de grafiti de la ciudad de Nueva York de los años 1970 y 1980.

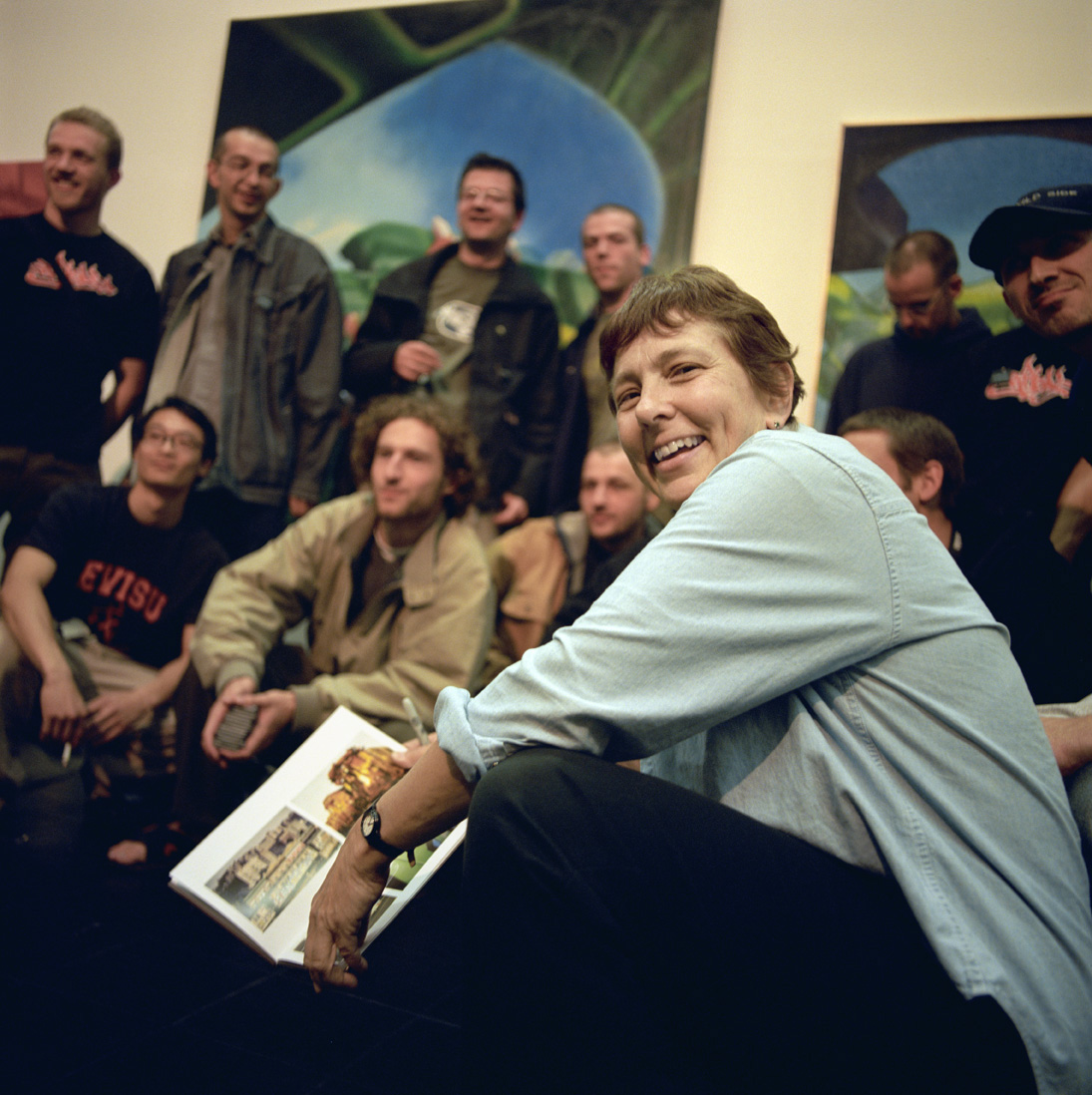
Cooper en la exposición de Disciplina Urbana en Hamburgo, Alemania, 2001.

En 1984, Cooper y Henry Chalfant publicaron sus fotografías de graffiti de la ciudad de Nueva York en el libro Subway Art, que se ha llamado la biblia del grafiti y en 2009 había vendido medio millón de copias. 

## Vida y trabajo

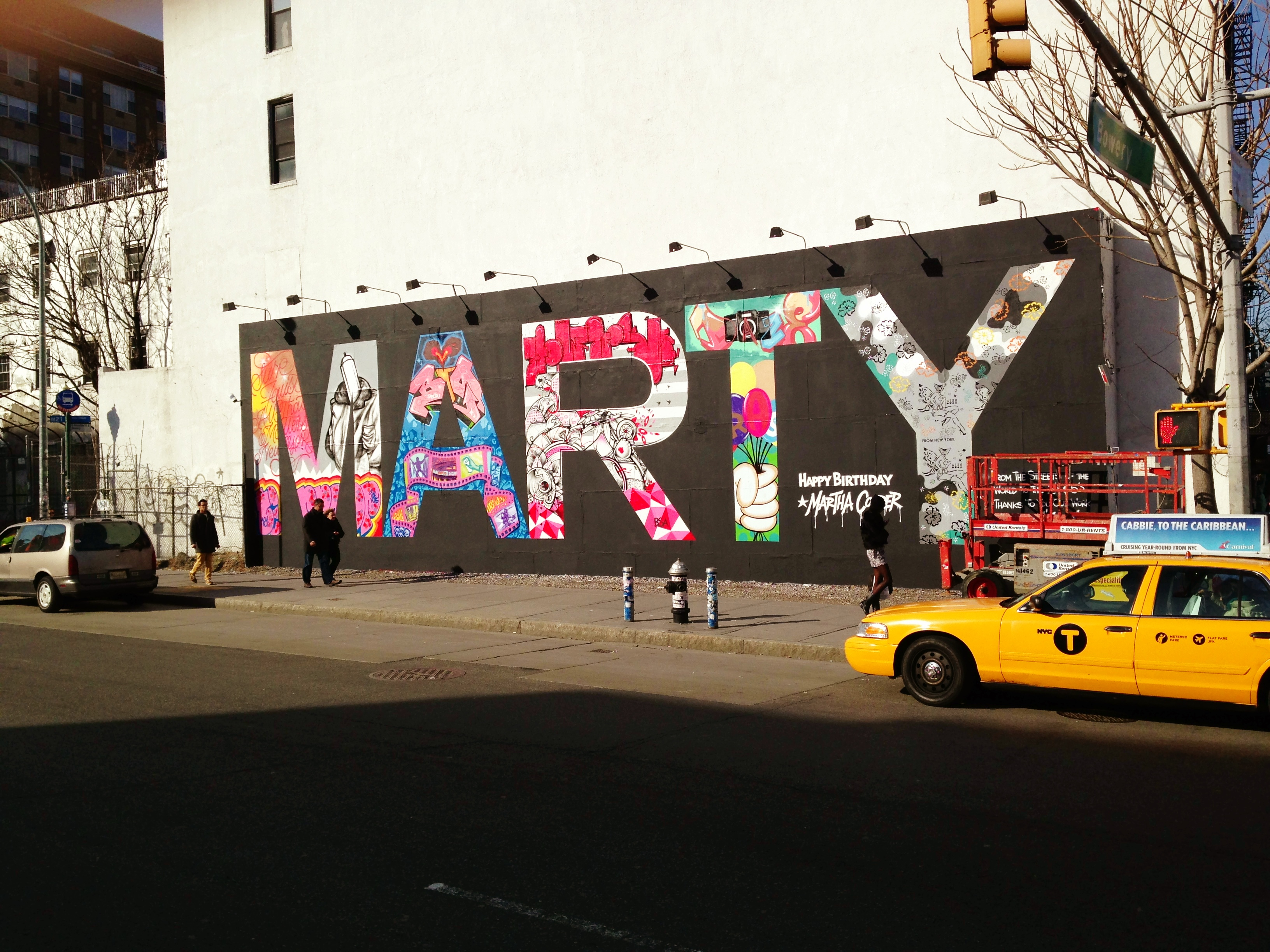
Múltiples artistas de graffiti realizaron esta obra en homenaje a Cooper en Houston Street por su 70 cumpleaños en marzo de 2013

Cooper aprendió a fotografiar a la edad de tres años. Se graduó de la escuela secundaria a la edad de 16 años, obtuvo un título de arte a los 19 años de Grinnell College. Enseñó inglés como voluntaria del Cuerpo de Paz en Tailandia, viajó en motocicleta desde Bangkok a Londres y obtuvo un diploma de antropología en Oxford. Su primera experiencia en fotografía artística comenzó cuando Cooper estaba en Japón, capturando imágenes de tatuajes muy elaborados.
Fue pasante de fotografía en National Geographic en la década de 1960 y trabajó como fotógrafa en la plantilla del New York Post en la década de 1970. Sus fotografías han aparecido en las revistas National Geographic, Smithsonian e Historia Natural, así como en varias otras docenas de libros y revistas. 
Su trabajo personal más conocido, la escena de graffiti de la ciudad de Nueva York de los años setenta y ochenta, comenzó mientras trabajaba en el New York Post. A su regreso a casa del Post, comenzó a tomar fotografías de niños en su vecindario de la ciudad de Nueva York. Un día conoció a un niño llamado Edwin Serrano (He3) que le ayudó a descubrir a algunos de los graffiti de su vecindario. Serrano ayudó a explicarle que Graffiti es una forma de arte y que cada artista estaba escribiendo su apodo. Él le presentó al "rey"del graffiti, Dondi. Dondi fue el primero en permitir que ella lo acompañara, mientras él marcaba ella tomaría fotos de su trabajo. Después de reunirse con Dondi, Cooper quedó fascinada con la cultura subterránea que estos artistas de graffiti habían creado en la ciudad de Nueva York. En 1984 compiló un libro de fotografías que ilustran la subcultura del graffiti llamada Subway Art. Se hizo conocida como la Biblia del arte callejero.
En la década de 1980, Cooper trabajó brevemente en Belice fotografiando a la gente y los restos arqueológicos de la cultura maya en sitios como Nohmul y Cuello. 

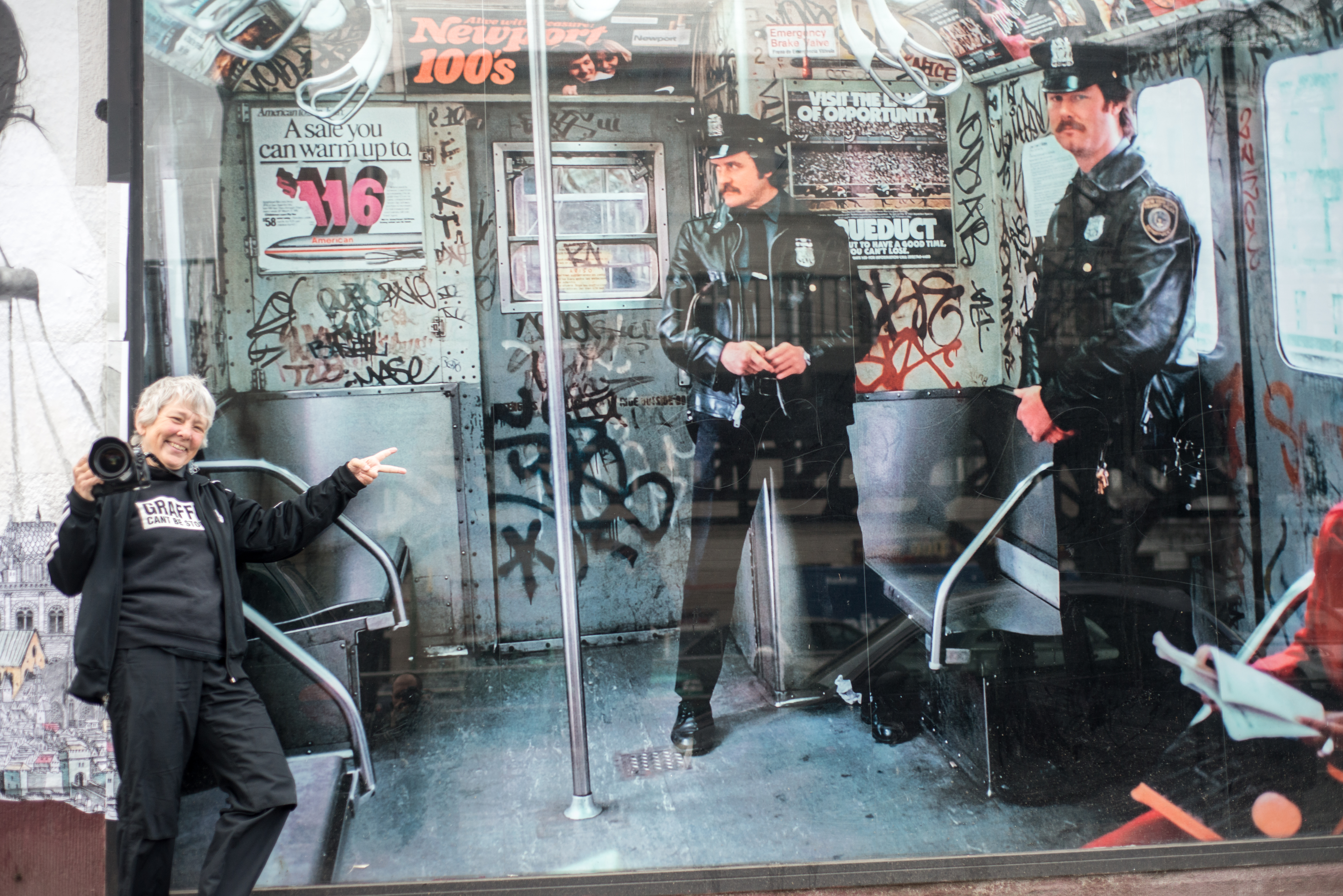
Cooper frente a una versión grande de su fotografía "Two Cops Patrolling Subway, Bronx, NY, 1981", en Berlín en 2014.

Cooper vive en Manhattan pero está trabajando en un proyecto de fotografía en Sowebo, un vecindario del suroeste de Baltimore. 
Es Directora de Fotografía en City Lore, el Centro de Nueva York para la Cultura Popular Urbana. 

## Publicaciones
- Metro art. Por Cooper y Henry Chalfant. Thames y Hudson, Londres, 1984; Henry Holt, Nueva York, 1984. ISBN 0-03-071963-1
- RIP: Monumentos de Nueva York Spraycan. Thames y Hudson, 1994. ISBN 0-500-27776-1
- Archivos de Hip Hop: Fotografías 1979-1984. De aquí a la fama, 2004. ISBN 3-937946-05-5
- Sr Cuen . Juego callejero. De aquí a la fama, 2005. ISBN 3-937946-16-0
- Nosotros B * Girlz. texto de Nika Kramer, PowerHouse, 2005. ISBN 1-57687-269-6
- Tag Town. Dokument Press, 2007. ISBN 978-9185639052
- Estado de mente de Nueva York. PowerHouse, 2007. ISBN 1-57687-408-7
- Ponerse violento. Mark Batty, 2009. ISBN 0-9799666-5-5
- Tatuaje de Tokio 1970. Dokument, 2012. ISBN 978-9185639274
- Postales desde la ciudad de Nueva York. Dokument, 2012. ISBN 978-9185639557